# Trujillo Alto
Trujillo Alto is een van de 78 gemeenten (municipio) in de vrijstaat Puerto Rico.
De gemeente heeft een landoppervlakte van 54 km² en telt 75.728 inwoners (volkstelling 2000).